# Andrea da Murano
Andrea di Giovanni, conegut com a Andrea da Murano (Murano, actiu 1463 - 25 de febrer de 1512) va ser un pintor italià actiu a Venècia durant la primera fase del Renaixement.

## Biografia
La primera notícia documentada que es té d'Andrea és de l'any 1463, quan va treballar com a daurador en l'església de Sant Zacaries de Venècia. Sembla haver estat molt relacionat amb Bartolomeo Vivarini, de qui va poder haver estat alumne. Tots dos artistes van col·laborar (1468) en l'execució d'un llenç amb Escenes de la vida d'Abraham (obra destruïda), per a la Scuola Grande de San Marco. El 1472, tenia un taller a Santa Maria Formosa, al costat del seu germà Girolamo, tallista. Cap a la meitat de la dècada de 1480 es va anar a Castelfranco, a terreny ferm, on regentarà un pròsper taller especialitzat en la producció de quadres amb el tema de la Sacra conversazione, molt popular a l'època.
Murano va ser un artista molt admirat en el seu temps, encara que la seva fama ha quedat una mica enfosquida pels èxits assolits pels grans mestres de la següent generació. No va ser aliè a les innovacions introduïdes pel seu contemporani Giovanni Bellini, encara que el seu art va ser sempre més conservador, sobretot pel que fa a l'organització espacial, molt enganxada als cànons de l'art romà d'Orient. Les seves figures tenen una qualitat escultòrica que revelen la influència d'Andrea Mantegna, possiblement pel coneixement de les seves obres paduanes. També desa similituds amb el treball del florentí Andrea del Castagno, i arriben també algunes de les seves obres a ser-li erròniament atribuïdes. La seva obra mestra potser és el Retaule de sant Bastià a Trebaseleghe, a la vora de Pàdua, amb les seves poderoses i expressives figures de sòlid disseny, encara que una mica malgirbades i encotillades en un esquema arcaic en el moment en què van ser creades.

## Obres destacades
- Políptic de la Mare de Déu de la Misericòrdia i els sants Vicente Ferrer, Roc, Sebastià i Pere màrtir (c. 1479, Gallerie dell'Accademia, Venècia)
- Retaule de sant Bastià (1484-1502, Santa Maria, Trebaseleghe)
- Sant Antoni (1486, església conventual dels minorites, Camposampiero)
- Sant Joan Evangelista (Institute of Arts, Detroit)
- Mare de Déu entronitzada amb els sants Pere, Nicolau de Bari, Joan Baptista i Pau (1502, Santuari della Madonna dell' Acqua, Mussolente)